# Église Saint-Viance de Saint-Viance
L'église Saint-Viance de Saint-Viance, de style roman et datée du XIIe siècle est un édifice religieux situé à Saint-Viance, en France.

## Description
Elle est inscrite partiellement au titre des monuments historiques depuis le 15 mars 1972 pour son abside et son chœur. Elle possède une châsse exceptionnelle en émail de Limoges du XIIIe siècle, classée au titre des monuments historiques depuis le 25 juin 1891, restaurée en 1930 et 1983. Cette châsse fut volée (lors de la vente des biens de l'Église (nombre d'œuvres d'art furent pillées, volées, en France) puis fut retrouvée. La châsse a beaucoup voyagé et fut exposée aux États-Unis comme représentant majeur de l'art de l'émail de Limoges. C'est une des plus grandes châsses du Limousin (avec celles d'Ambazac et de Chamberet). Elle fut commanditée vraisemblablement par un seigneur de Lasteyrie au XIIIe siècle, car les armes de la famille de Lasteyrie figurent sur l'écu d'un soldat. Sous les Mérovingiens, l'église était placée sous le vocable de Sainte-Souveraine (la Vierge Marie).

## Galerie

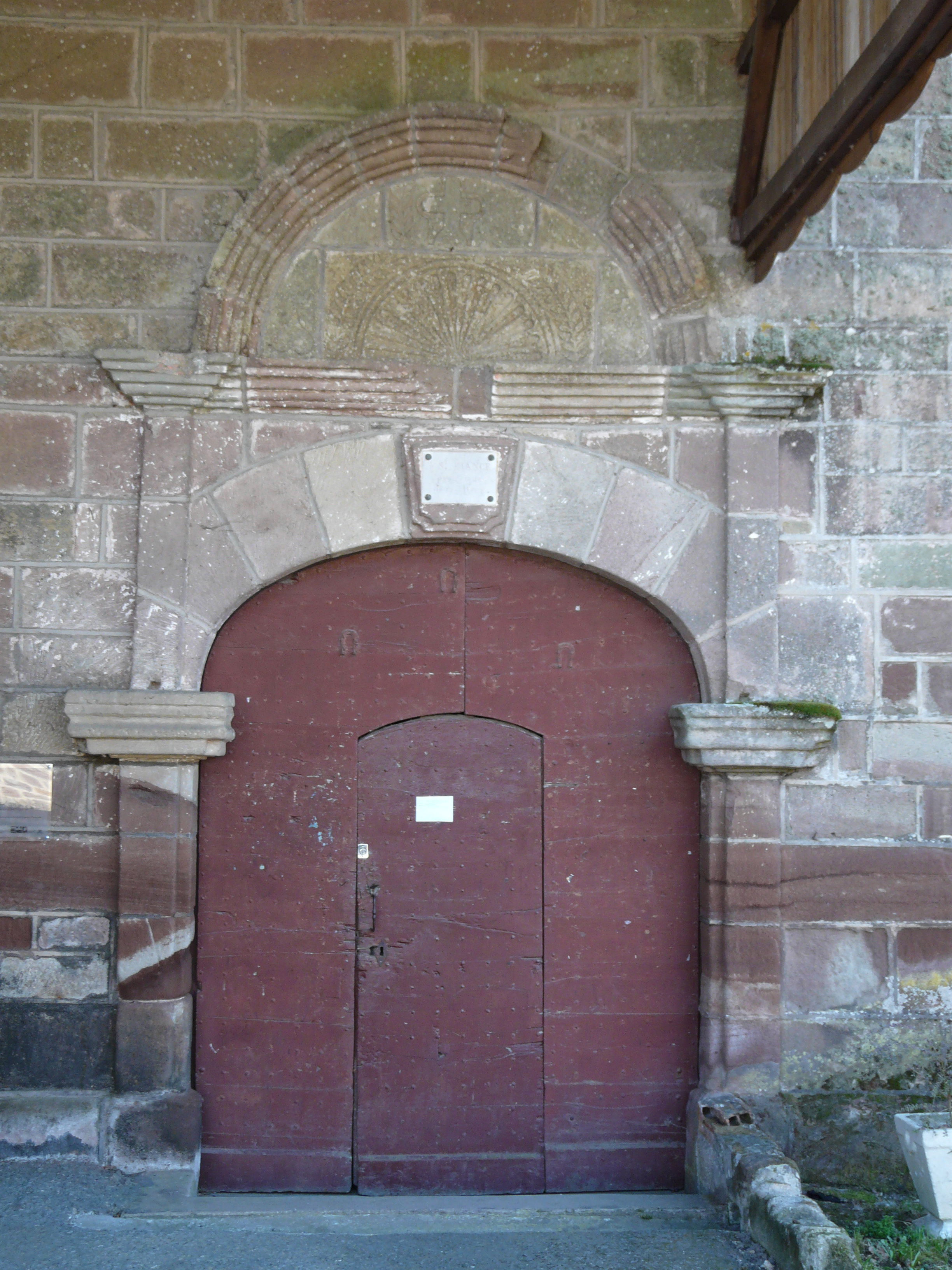
Le porche.
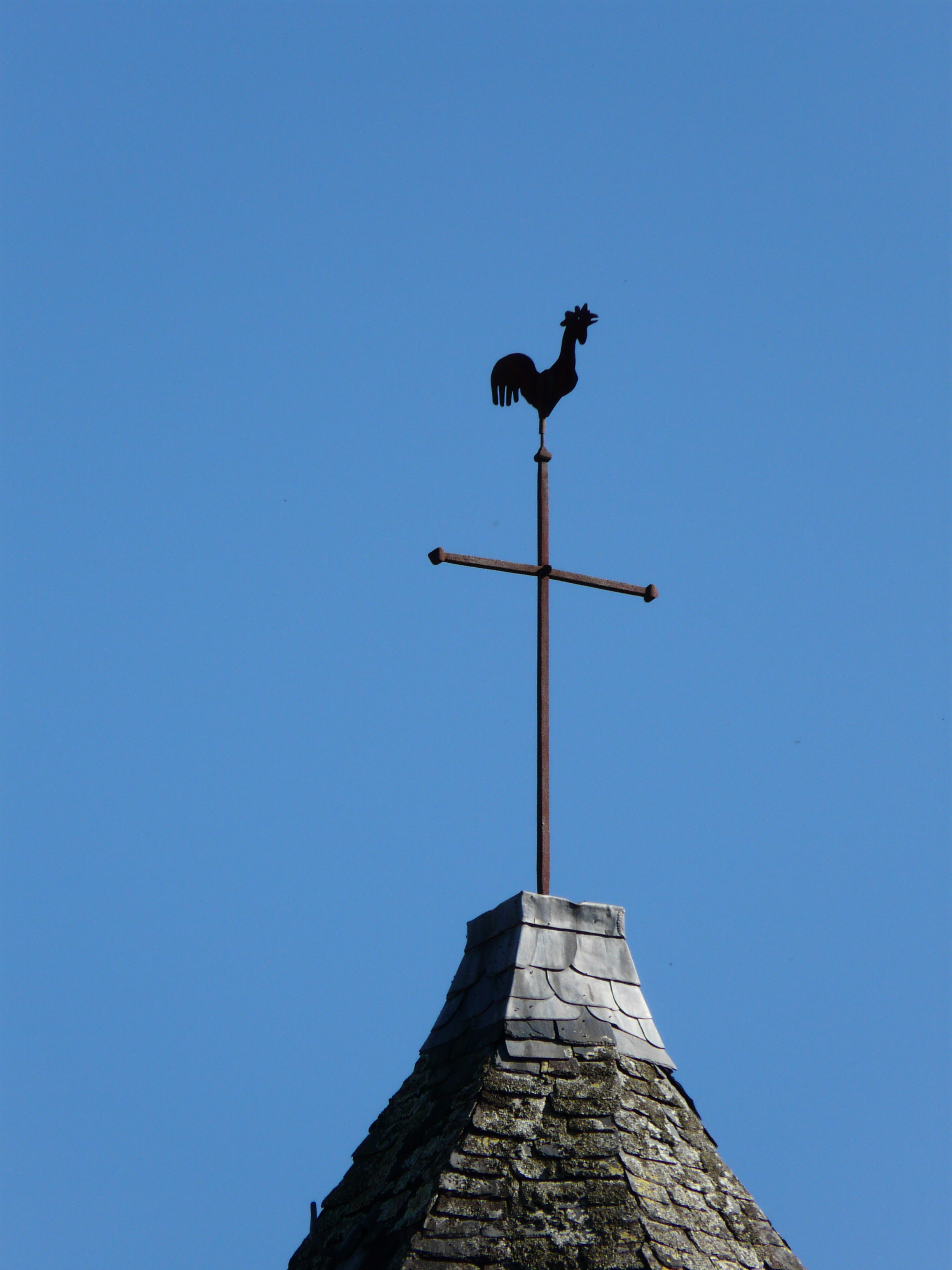
Le coq du clocher.
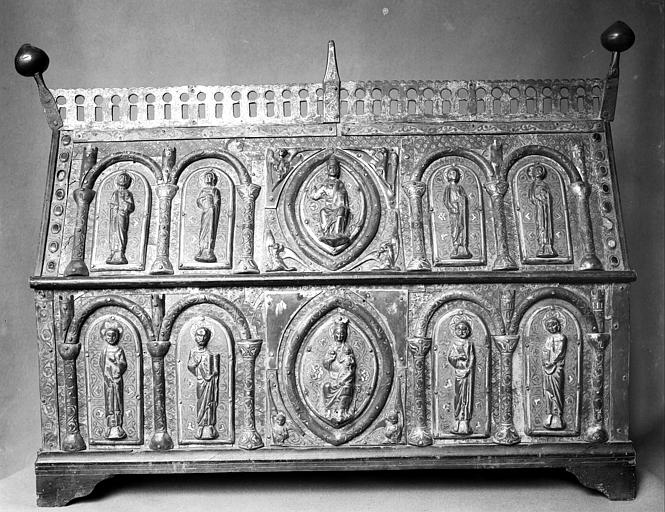
La châsse de saint Viance (recto).
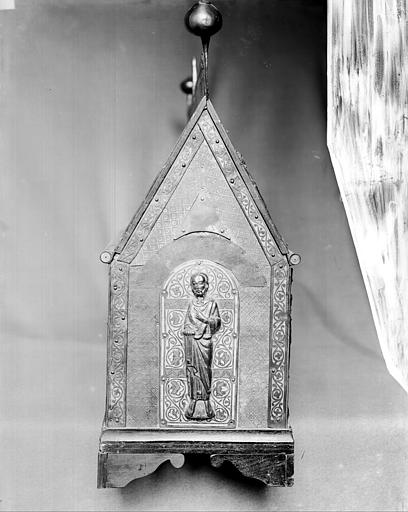
Idem (côté).
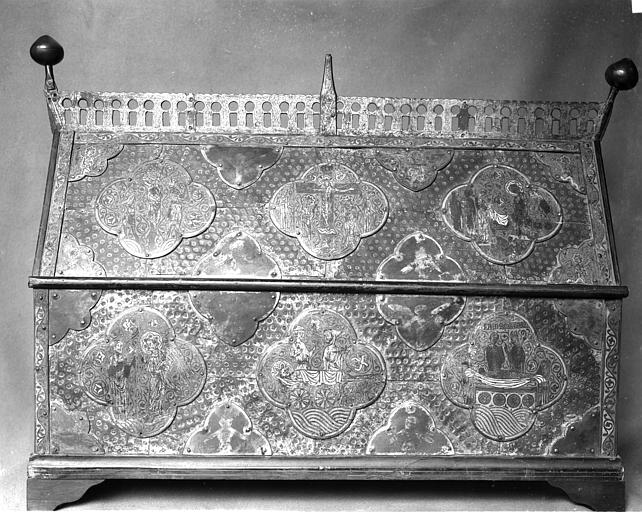
Idem (verso).

## Pour approfondir